# 沙帕迪尼亚
沙帕迪尼亚是巴西马拉尼昂州的一个市镇。总面积3247.159平方公里，总人口70537人，人口密度21.7人/平方公里。